# لطیفیه
لطیفیه (به عربی: اللطیفیة) یک بخش (تقسیم کشوری) در عراق است که در بغداد واقع شده‌است.